# 卡羅山
40°48′11.18″N 0°20′35.13″E / 40.8031056°N 0.3430917°E

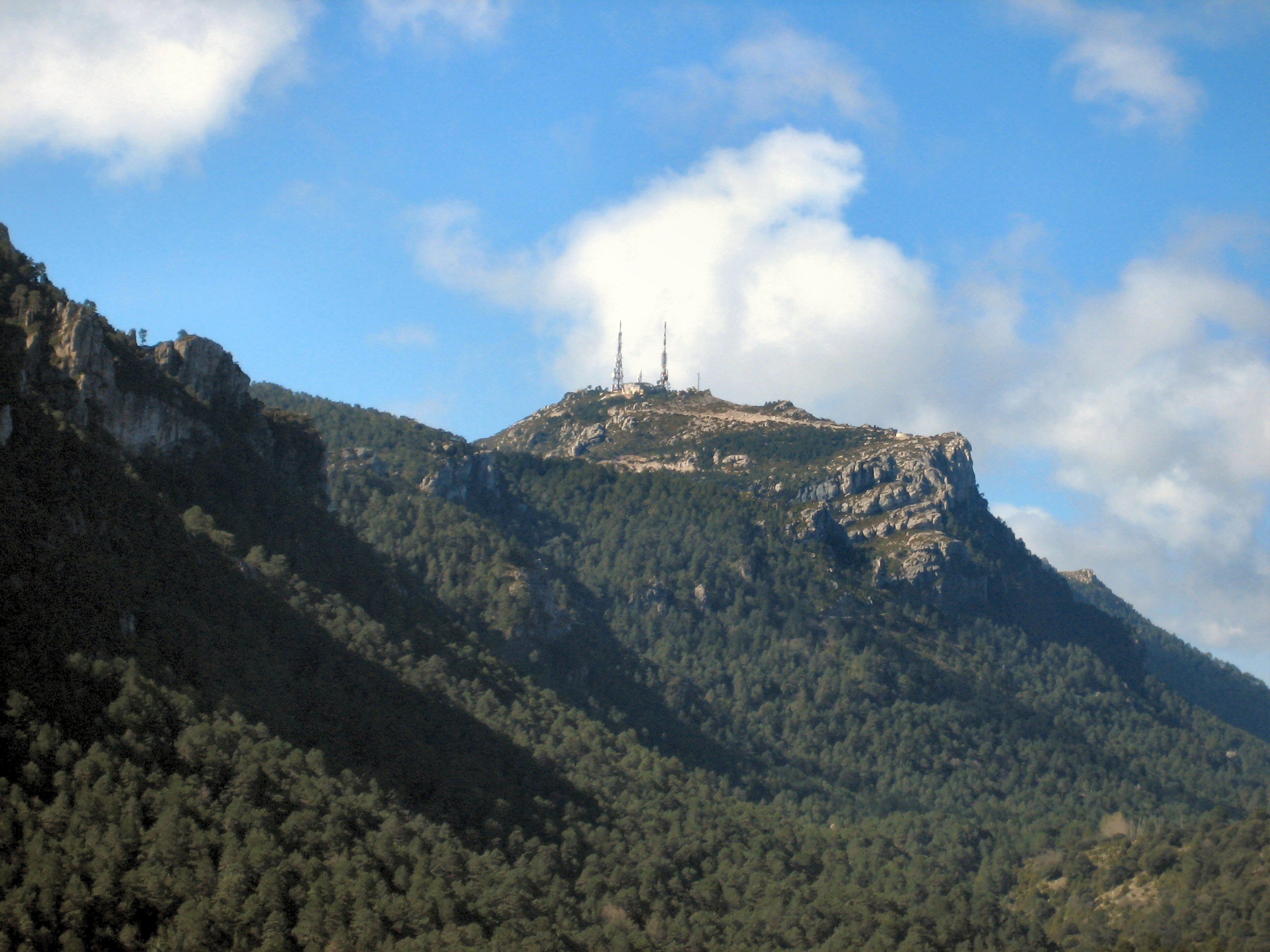

卡羅山，是西班牙的山峰，位於該國東北部加泰羅尼亞，屬於波特斯德托爾托薩貝塞特山的一部分，海拔高度1,447米，冬季時通常被冰雪覆蓋。